# SS Pennarossa
SS Pennarossa is een San Marinese voetbalclub uit Chiesanuova.
De club werd in 1968 opgericht en was in 1985 medeoprichter van de hoogste klasse. SS werd 15de ôp 17 en omdat de competitie herleid werd van 17 naar 9 clubs degradeerde de club. Midden jaren 90 slaagde de club erin terug te promoveren en de eerste echte goede notering kwam in 2001/02 toen de club 2de werd in de B-groep, in de play-off verloor de club direct. Het volgende seizoen werd SS groepswinnaar en stootte door naar de finale om de landstitel, daar was SP Domagnano echter te sterk.
In 2004 stond SS opnieuw in de finale tegenover Domagnano maar trok dit keer aan het langste eind, al werd de titel wel met penalty's gehaald (5-4). In 2005 werd de club 4de en kwalificeerde zich niet voor de eindronde. Het volgende seizoen was weer beter, in de groepsfase moest het SS Murata voor laten gaan en later bereikte de club de finale en stond daarin weer tegenover Murata dat met de titel aan de haal ging.

## Erelijst
- Landskampioen

2004
- Coppa Titano

Winnaar: 2004, 2005
Finalist: 2003
- Trofeo Federale

2003

## Pennarossa in Europa
Uitslagen vanuit gezichtspunt SS Pennarossa
| Seizoen                                                    | Competitie | Ronde | Land                           | Club                    | Totaalscore | 1e W    | 2e W    | PUC |
| ---------------------------------------------------------- | ---------- | ----- | ------------------------------ | ----------------------- | ----------- | ------- | ------- | --- |
| 2004/05                                                    | UEFA Cup   | 1Q    | Vlag van Bosnië en Herzegovina | FK Željezničar Sarajevo | 1-9         | 1-5 (T) | 0-4 (U) | 0.0 |
| Totaal aantal behaalde punten voor UEFA coëfficiënten: 0.0 |            |       |                                |                         |             |         |         |     |

Zie ook
- Deelnemers UEFA-toernooien San Marino
- Ranglijst van alle clubs die in de diverse Europa Cups zijn uitgekomen